# Macrocoma gastonyi
Macrocoma gastonyi là một loài rêu trong họ Orthotrichaceae. Loài này được D.H. Norris & Vitt mô tả khoa học đầu tiên năm 1973.